# 旺丹
旺丹（法語：Vandeins，法語發音：[vɑ̃dɛ̃]）是法国东部安省的一个市镇，属于布雷斯地区布尔格区。

## 地理
旺丹（46°13'3"N, 5°4'45"E）面积9.4 平方千米，位于法国奥弗涅-罗讷-阿尔卑斯大区安省，该省份为法国东部省份，北起汝拉省，西北接索恩-卢瓦尔省，西接罗讷省和里昂大都会，南至伊泽尔省，东与萨瓦省、上萨瓦省和瑞士接壤。
与旺丹接壤的市镇（或旧市镇、城区）包括：沙韦里亚、梅泽里亚、蒙塞、蒙拉科勒、波利亚。

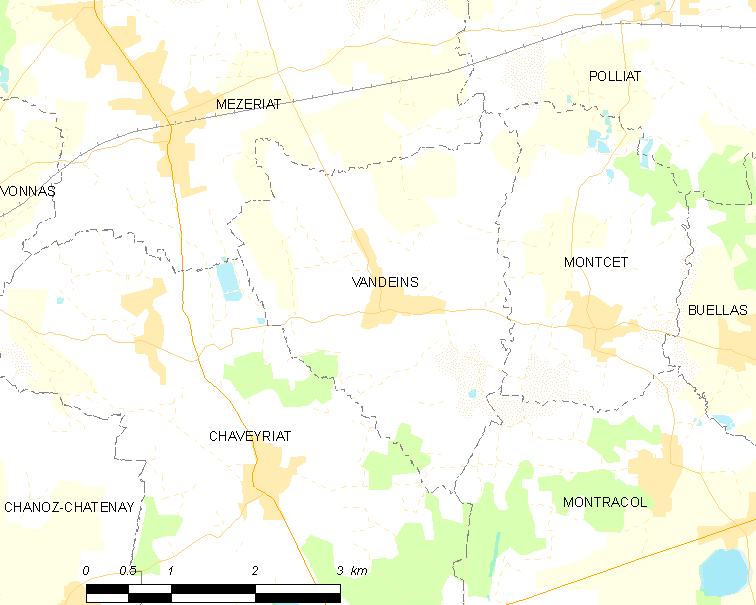
旺丹的OSM定位图

旺丹的时区为UTC+01:00、UTC+02:00（夏令时）。

## 行政
旺丹的邮政编码为01660，INSEE市镇编码为01429。

## 政治
旺丹所属的省级选区为阿蒂尼亚县。

## 人口

1962-2008年间旺丹人口变化图示

旺丹于2022年1月1日时的人口数量为725人。